# CR146 (Luxemburg)
De CR146 (Chemin Repris 146) is een verkeersroute in Luxemburg tussen Stadtbredimus (N10) en Machtum (N10). De route heeft een lengte van ongeveer 13 kilometer.

## Routeverloop
De route begint ten noorden van Stadtbredimus aan de N10 bij de rivier de Moezel en gaat in noordelijke richting. In de eerste kilometer van de route gaat de route parallel aan de N10, echter blijft de N10 laag bij de Moezel, terwijl de CR146 met gemiddeld 7% stijgt. Na deze stijging volgen twee haarspeldbochten en daalt de route gemiddeld met 6% naar de plaats Greiveldange.
Na Greiveldange gaat de route verder naar het noorden langs de druiven- en open velden. Hierbij golft de route op en neer in hoogte. Vlak voor Dreiborn daalt de route met gemiddeld 12%. Na Dreiborn blijft de route tussen de druiven- en open velden gaan en blijft het heuvelachtig. Op ongeveer een kilometer voor Machtum gaat de route plots over op een smalle weg en daalt het met gemiddeld 9% naar de N10 toe, die ook in Machtum langs de Moezel ligt.

## Plaatsen langs de CR146
- Greiveldange
- Lenningen
- Dreiborn
- Niederdonven
- Machtum

## CR146a
De CR146a is een verbindingsweg tussen Wormeldange en Niederdonven. De route van ongeveer 1,1 kilometer verbindt de CR122 bij Wormeldange met de CR146 ten zuiden van Niederdonven. De route is niet toegankelijk voor autoverkeer.
CR101 ·
CR102 ·
CR103 ·
CR104 ·
CR105 ·
CR106 ·
CR107 ·
CR108 ·
CR109 ·
CR110 ·
CR111 ·
CR112 ·
CR113 ·
CR114 ·
CR115 ·
CR116 ·
CR117 ·
CR118 ·
CR119 ·
CR120 ·
CR121 ·
CR122 ·
CR123 ·
CR124 ·
CR125 ·
CR126 ·
CR127 ·
CR128 ·
CR129 ·
CR130 ·
CR131 ·
CR132 ·
CR133 ·
CR134 ·
CR135 ·
CR136 ·
CR137 ·
CR138 ·
CR139 ·
CR140 ·
CR141 ·
CR142 ·
CR143 ·
CR144 ·
CR145 ·
CR146 ·
CR147 ·
CR148 ·
CR149 ·
CR150 ·
CR151 ·
CR152 ·
CR153 ·
CR154 ·
CR155 ·
CR156 ·
CR157 ·
CR158 ·
CR159 ·
CR160 ·
CR161 ·
CR162 ·
CR163 ·
CR164 ·
CR165 ·
CR166 ·
CR167 ·
CR168 ·
CR169 ·
CR170 ·
CR171 ·
CR172 ·
CR173 ·
CR174 ·
CR175 ·
CR176 ·
CR177 ·
CR178 ·
CR179 ·
CR180 ·
CR181 ·
CR182 ·
CR183 ·
CR184 ·
CR185 ·
CR186 ·
CR187 ·
CR188 ·
CR189 ·
CR190
CR200 ·
CR201 ·
CR202 ·
CR203 ·
CR204 ·
CR205 ·
CR206 ·
CR207 ·
CR208 ·
CR210 ·
CR211 ·
CR212 ·
CR213 ·
CR215 ·
CR216 ·
CR217 ·
CR218 ·
CR219 ·
CR220 ·
CR221 ·
CR222 ·
CR223 ·
CR224 ·
CR225 ·
CR226 ·
CR227 ·
CR228 ·
CR229 ·
CR230 ·
CR231 ·
CR232 ·
CR233 ·
CR234
CR301 ·
CR302 ·
CR303 ·
CR304 ·
CR305 ·
CR306 ·
CR307 ·
CR308 ·
CR309 ·
CR310 ·
CR311 ·
CR312 ·
CR313 ·
CR314 ·
CR315 ·
CR316 ·
CR317 ·
CR318 ·
CR319 ·
CR320 ·
CR321 ·
CR322 ·
CR323 ·
CR324 ·
CR325 ·
CR326 ·
CR327 ·
CR328 ·
CR329 ·
CR330 ·
CR331 ·
CR332 ·
CR333 ·
CR334 ·
CR335 ·
CR336 ·
CR337 ·
CR338 ·
CR339 ·
CR340 ·
CR341 ·
CR342 ·
CR343 ·
CR344 ·
CR345 ·
CR346 ·
CR347 ·
CR348 ·
CR349 ·
CR350 ·
CR351 ·
CR352 ·
CR353 ·
CR354 ·
CR355 ·
CR356 ·
CR357 ·
CR358 ·
CR359 ·
CR360 ·
CR361 ·
CR362 ·
CR364 ·
CR365 ·
CR366 ·
CR367 ·
CR368 ·
CR369 ·
CR370 ·
CR371 ·
CR372 ·
CR373 ·
CR374 ·
CR375 ·
CR376 ·
CR377 ·
CR378 ·
CR379
Routes die cursief vermeld staan, zijn voormalige routes.